# Asthenosfeer

Aarddoorsnede (5: Asthenosfeer)

De asthenosfeer (Grieks: ἀσθενός = zonder kracht) is een laag in het binnenste van de aarde  tussen 80 en 300 km diepte, die gekenmerkt wordt door de fungeren als een "zwakke" laag onder de meer rigide lithosfeer. De asthenosfeer is onderdeel van de aardmantel, en bevindt zich boven de mesosfeer. 
De onder- en bovengrens van de asthenosfeer zijn geleidelijke overgangen veroorzaakt door het deformatiegedrag van gesteente en daarom niet absoluut te bepalen.

## Gedrag en samenstelling van de asthenosfeer
Men neemt aan dat de asthenosfeer grotendeels bestaat uit gesteente met de samenstelling van lherzoliet. Onder de druk- en temperatuuromstandigheden vervormt dit gesteente in de asthenosfeer plastisch. Dit in tegenstelling tot de lithosfeer, waar ook brosse en elastische deformatie plaats kunnen vinden.
Seismische golven gaan met lage snelheid door de asthenosfeer, door de "zwakheid" van de laag. Daardoor wordt het ook wel "lagesnelheidszone" genoemd.
In de asthenosfeer vindt warmtestroming door mantelconvectie plaats. Het omhoogkomende materiaal verliest slechts langzaam zijn warmte, waardoor het omhoogkomen van het warme materiaal in de asthenosfeer een adiabatisch proces is. Bij het snel omhoog komen van heet materiaal uit het binnenste van de Aarde kan door het dalen van de druk partieel smelten plaatsvinden.

## Ontdekking van de asthenosfeer
Al vanaf 1926 werd de aanwezigheid van de asthenosfeer vermoed, maar de analyses van de Grote Chileense Aardbeving van 22 mei 1960 bevestigden voor het eerst dat de asthenosfeer bestaat.

## Tomografisch onderzoek
Uit tomografisch onderzoek blijkt dat de asthenosfeer minder warm en meer rigide is onder de continenten. Het kan zelfs zijn dat de zwakke zone alleen onder oceanen aanwezig is. 
Bij mid-oceanische ruggen komt de asthenosfeer tot op enkele kilometers van het oppervlak. De lithosfeer is hier extra dun door het omhoogbewegen van de asthenosfeer.